# Línea N8 (EMT Valencia)
La línea N8 Natzaret - Plaça de l'Ajuntament de EMT de Valencia une el barrio de San Francisco, en el distrito de Ciutat Vella, en pleno centro  de Valencia, con el de Nazaret, en el distrito de Poblados Marítimos. Como todas las líneas de la red nocturna de EMT, está considerada como circular, regulando únicamente en la Plaza del Ayuntamiento, cabecera común de las líneas nocturnas, donde se permite el transbordo entre ellas.

## Recorrido
| Esquema de la línea |
| ------------------- |
|                     |

## Historia[2]
Esta línea sustituye a la desaparecida línea N1B desde el 20 de noviembre de 2006, recortando su itinerario. Mantiene el 58 como número interno de referencia para la empresa municipal. En la reestructuración de líneas nocturnas que se llevó a cabo el 4 de julio de 2009, esta línea no sufrió ningún cambio en su itinerario. El convoy que la hacía, procedía de la línea 1, pero a partir del 1 de enero de 2011, el convoy sale directamente de cocheras al servicio nocturno. En enero de 2012 funciona combinado con un convoy que procede de la línea 28.

## Series asignadas[2]
|                    | 2006 | 2007 | 2008 | 2009 | 2010 | 2011 | 2012 | 2013 |
| ------------------ | ---- | ---- | ---- | ---- | ---- | ---- | ---- | ---- |
| CANTIDAD AUTOBUSES | 1    | 1    | 1    | 1    | 1    | 1    | 1    | 1    |
| SERIE              | 5100 | 5100 | 5100 | 5100 | 7000 | 7000 | 7000 | 7000 |